# GPR177
G protein-spregnuti receptor 177 (GPR177), koji je poznat kao Wntless, je ljudski gen koji kodira receptor za Wnt proteine u Wnt-sekretirajućim ćelijama.
Za Wntless je nedavno bilo pokazano da je kargo za retromer kompleks

## Literatura
1. ↑  „Entrez Gene: GPR177 G protein-coupled receptor 177”.
2. 1 2  Eaton S (2008). „Retromer retrieves wntless”. Dev. Cell. 14 (1): 4—6. PMID 18194646. doi:10.1016/j.devcel.2007.12.014.

## Dodatna literatura
- Gregory SG; Barlow KF; McLay KE;  . (2006). „The DNA sequence and biological annotation of human chromosome 1.”. Nature. 441 (7091): 315—21. PMID 16710414. doi:10.1038/nature04727.
- Bänziger C; Soldini D; Schütt C;  . (2006). „Wntless, a conserved membrane protein dedicated to the secretion of Wnt proteins from signaling cells.”. Cell. 125 (3): 509—22. PMID 16678095. doi:10.1016/j.cell.2006.02.049.
- Otsuki T; Ota T; Nishikawa T;  . (2007). „Signal sequence and keyword trap in silico for selection of full-length human cDNAs encoding secretion or membrane proteins from oligo-capped cDNA libraries.”. DNA Res. 12 (2): 117—26. PMID 16303743. doi:10.1093/dnares/12.2.117.
- Gerhard DS; Wagner L; Feingold EA;  . (2004). „The status, quality, and expansion of the NIH full-length cDNA project: the Mammalian Gene Collection (MGC).”. Genome Res. 14 (10B): 2121—7. PMC 528928 . PMID 15489334. doi:10.1101/gr.2596504.
- Ota T; Suzuki Y; Nishikawa T;  . (2004). „Complete sequencing and characterization of 21,243 full-length human cDNAs.”. Nat. Genet. 36 (1): 40—5. PMID 14702039. doi:10.1038/ng1285.
- Clark HF; Gurney AL; Abaya E;  . (2003). „The secreted protein discovery initiative (SPDI), a large-scale effort to identify novel human secreted and transmembrane proteins: a bioinformatics assessment.”. Genome Res. 13 (10): 2265—70. PMC 403697 . PMID 12975309. doi:10.1101/gr.1293003.
- Matsuda A; Suzuki Y; Honda G;  . (2003). „Large-scale identification and characterization of human genes that activate NF-kappaB and MAPK signaling pathways.”. Oncogene. 22 (21): 3307—18. PMID 12761501. doi:10.1038/sj.onc.1206406.
- Strausberg RL; Feingold EA; Grouse LH;  . (2003). „Generation and initial analysis of more than 15,000 full-length human and mouse cDNA sequences.”. Proc. Natl. Acad. Sci. U.S.A. 99 (26): 16899—903. PMC 139241 . PMID 12477932. doi:10.1073/pnas.242603899.